# 保罗·夏亚松
保罗·夏亚松是一位加拿大建筑师和作家，主要作品有被认为是偽史的《口述：最早发现北美洲的中国移民》（The Island of Seven Cities: Where the Chinese Settled When They Discovered North America）等。